# Masinloc
Masinloc là một đô thị hạng 1 ở tỉnh Zambales, Philippines. Theo điều tra dân số năm 2000, đô thị này có dân số 39.724 người trong 7.790 hộ.

## Các đơn vị hành chính
Masinloc được chia thành 13 barangay.
- Baloganon
- Bamban
- Bani
- Collat
- Inhobol
- North Poblacion
- San Lorenzo
- San Salvador
- Santa Rita
- Santo Rosario
- South Poblacion
- Taltal
- Tapuac